# 3151 Talbot
3151 Talbot eller 1983 HF är en asteroid i huvudbältet som upptäcktes den 18 april 1983 av den amerikanske astronomen Norman G. Thomas vid Anderson Mesa Station. Den har fått sitt namn efter den brittiske uppfinnaren och fotografen, Henry Fox Talbot.
Asteroiden har en diameter på ungefär 13 kilometer.